# Koseniv, Novohrad-Volînskîi
Koseniv (în ucraineană Косенів) este localitatea de reședință a comunei Koseniv din raionul Novohrad-Volînskîi, regiunea Jîtomîr, Ucraina.

## Demografie
Componența lingvistică a localității Koseniv
     Ucraineană (98,81%)
     Alte limbi (1%)
Conform recensământului din 2001, majoritatea populației localității Koseniv era vorbitoare de ucraineană (98,81%), existând în minoritate și vorbitori de alte limbi.